# Sonic Boom: Frammenti di cristallo
Sonic Boom: Frammenti di cristallo (Sonic Boom: Shattered Crystal) è un videogioco d'avventura dinamica sviluppato da Sanzaru Games per Nintendo 3DS, appartenente al franchise di Sonic. È stato pubblicato assieme al gioco Sonic Boom: L'ascesa di Lyric (per Wii U), pur avendo trame diverse; i due giochi fanno parte del franchise spin-off Sonic Boom e fungono da prequel all'omonima serie animata. Sono inoltre la terza e ultima parte del frutto della collaborazione esclusiva tra SEGA e Nintendo e sono uscite nel mese di novembre 2014 in Nord America e in Europa, esattamente un mese dopo la prima TV della serie animata. Inoltre l'Archie Comics ha creato una serie di fumetti che trattano di Sonic Boom dove i protagonisti del gioco vivono varie avventure.

## Trama
Amy scopre un antico linguaggio segreto e un manoscritto con i dettagli e la storia e la descrizione di un Cristallo Perduto del Potere. Ma Lyric rapisce la ragazza e brama di mettere i suoi artigli sul cristallo. Sonic deve collaborare con Tails, Knuckles, la nuova amica Sticks the Badger per ritrovare Amy e salvarla dalle grinfie del malvagio Lyric e il suo esercito di robot, confidando nelle proprie capacità e lavorando come una squadra. Ad ostacolarli ci sarà anche Shadow, divenuto schiavo di Lyric a causa di un dispositivo per il controllo mentale.

## Personaggi
- Sonic the Hedgehog: In questo gioco ha le braccia blu come il resto del corpo anziché beige, è più alto e indossa un foulard marrone e delle fasce sportive. È caratterizzato da una grande passione per l'avventura, è pieno di fiducia in se stesso e prende le sfide con spensieratezza. Dimostra di avere un atteggiamento ironico, facendo anche battute sarcastiche, ma quando i suoi amici sono in difficoltà si mantiene serio e corre in loro aiuto. La principale abilità di Sonic è la sua capacità di muoversi a una velocità superiore a quella del suono.
- Miles "Tails" Prower: In questo gioco l'aspetto è rimasto invariato se non per i vestiti. Oltre ad essere un pilota aereo, ricopre il ruolo di stratega e specialista.
- Knuckles the Echidna: In questo gioco è più muscoloso e robusto e indossa anch'egli delle fasce sportive, tuttavia a differenza dell'originale, ha un QI molto basso, per esempio confonde la destra con la sinistra. Con i suoi muscoli è capace di distruggere massi di grandi dimensioni, robot e scavare buche.
- Amy Rose: l'aspetto è rimasto invariato se non per i vestiti sportivi. Funge da atleta della squadra, ed è molto agile e sicura di sé. La sua arma è un grande martello chiamato martello Piko-Piko.
- Sticks the Badger: nuovo personaggio fungente da protagonista. È un tasso della giungla che ha trascorso gran parte della sua vita da sola nella natura selvaggia, ed è come tale nuova nel gruppo di amici. Dopo l'incontro con il gruppo stringe un forte legame con i quattro, in particolare con Amy. Utilizza armi fatte a mano in ogni momento, in particolare un boomerang.
- Shadow the Hedgehog: il riccio nero dalle strisce rosse e rivale di Sonic è divenuto schiavo di Lyric a causa di un dispositivo per il controllo mentale.
- Lyric the Last Ancient: l'antagonista principale del gioco. Un serpente appartenente ad un'antica dinastia chiamata i Saggi, imprigionato perché intento a rendere più forte il suo esercito di robot per distruggere tutta la biologia del mondo e farla dominare dai suoi esseri meccanici. Ora che è libero, risvegliato erroneamente dai nostri eroi, il suo piano è rimasto invariato.

## Doppiaggio
| Personaggio            | Doppiatore giapponese | Doppiatore inglese     | Doppiatore italiano  |
| ---------------------- | --------------------- | ---------------------- | -------------------- |
| Sonic the Hedgehog     | Jun'ichi Kanemaru     | Roger Craig Smith      | Renato Novara        |
| Miles "Tails" Prower   | Ryō Hirohashi         | Colleen O'Shaughnessey | Benedetta Ponticelli |
| Knuckles the Echidna   | Nobutoshi Canna       | Travis Willingham      | Maurizio Merluzzo    |
| Amy Rose               | Taeko Kawata          | Cindy Robinson         | Serena Clerici       |
| Sticks the Badger      | Aoi Yūki              | Nika Futterman         | Anna Mazza           |
| Shadow the Hedgehog    | Kōji Yusa             | Kirk Thornton          | Claudio Moneta       |
| Lyric the Last Ancient | Jūrōta Kosugi         | Patrick Seitz          | Dario Oppido         |

## Modalità di gioco
Sonic Boom: Frammenti di cristallo è un gioco d'azione-avventura con una maggiore enfasi sull'esplorazione e combattimento rispetto ai precedenti giochi della serie Sonic the Hedgehog. I personaggi Sonic, Tails e Knuckles sono giocabili in entrambe le versioni; nella versione 3DS Amy viene rapita da Lyric, quindi non è un personaggio giocabile mentre Sticks invece sì. Ogni personaggio ha le proprie abilità meccaniche di gioco, Sonic può usare la sua super-velocità e attacchi homing, Tails può volare e utilizzare vari gadget, Knuckles può fare una tana sotterranea e salire sui muri, e Sticks può lanciare un boomerang che può essere controllato durante il suo volo. Ogni personaggio possiede anche un'arma sembiante una frusta chiamato EnerBeam, che permette loro di eseguire varie azioni, quali scivolare da rotaie, eliminare gli scudi dei nemici e risolvere enigmi. C'è anche un focus sull'utilizzo dei personaggi e delle loro abilità per progredire.
Frammenti di cristallo (Shattered Crystal) è un platform 2D in stile dei primi titoli per Sega Genesis, con elementi quali risolvimento di puzzle.

## Sviluppo
Lo sviluppo del gioco è iniziato nel 2011, quando la BigRedButton Entertainment è diventato parte di SEGA, società contenente membri che erano stati parte in precedenza da Naughty Dog (creatori di Crash Bandicoot e Jak and Daxter), High Impact Games e Heavy Iron Studios. Il gioco era in sviluppo prima della partnership Nintendo-SEGA, ma approfittando di ciò è stato creato solo per console Nintendo, quando invece era originariamente programmato per uscire su più piattaforme.
Marchello Churchill, direttore del marketing della sussidiaria americana di SEGA, ha detto che i giochi non hanno lo scopo di sostituire il franchise del riccio blu, ma per farne maggior appello nei territori occidentali. Fu proprio per tale pubblico che i personaggi subirono un nuovo design, ma ognuno manterrà i propri doppiatori, tra cui Roger Craig Smith per Sonic. Lo sviluppo per il redesign di Sonic ha attraversato un lungo progetto fino ad arrivare al design con la sciarpa e fasce, che per gli sviluppatori indica il suo amore per l'avventura. In più la sciarpa è un omaggio a Nathan Drake, protagonista della serie di videogiochi Uncharted creata dalla già citata Naughty Dog. In un'intervista di James Games con Steven Frost, lui ha rivelato che entrambe le due versioni avranno storie separate che si svilupperanno in parallelo alla serie del riccio blu.

## Accoglienza
| Testata                          | Giudizio |
| -------------------------------- | -------- |
| Metacritic (media al 16-11-2024) | 47/100   |
| Destructoid                      | 2.5/10   |
| GameSpot                         | 6.3/10   |
| IGN                              | 4/10     |

Il gioco è stato stroncato dalla critica, ma ha ricevuto punteggi poco più alti di L'ascesa di Lyric.
Su Metacritic ha un punteggio di 47 su 21 recensioni professionali, mentre la media di 182 utenti è di 6. Destructoid ha dato 2.5 criticando il carattere dei personaggi, la sensazione non identica ai titoli a 16-bit su ci si basa e l'obbligo di cercare i collezionabili. GameSpot conta una media di 6.3 basata su 8 valutazioni degli utenti. IGN ha dato 4 definendolo "pesantemente noioso", mentre la media di 19 utenti ha ottenuto 5,5.
Il gioco è stato anche un flop economico: assieme a L'ascesa di Lyric sono state vendute in totale solo 620,000 copie.